# 콜드 카바나

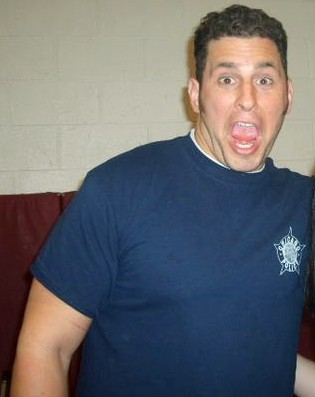

콜드 카바나(Colt Cabana)는 본명은 스콧 콜턴(Scott Colton, 1980년 5월 6일)은 링네임이 스코티 골드맨(Scotty Goldman )이다. 미국의 프로레슬링선수며 키는 186cm 몸무게는 106kg이다.